# Hemingford (Nebraska)
Hemingford es una villa ubicada en el condado de Box Butte en el estado estadounidense de Nebraska. En el Censo de 2010 tenía una población de 803 habitantes y una densidad poblacional de 455,94 personas por km².

## Geografía
Según la Oficina del Censo de los Estados Unidos, Hemingford tiene una superficie total de 1.76 km², de la cual 1.76 km² corresponden a tierra firme y (0%) 0 km² es agua.

## Demografía
Según el censo de 2010, había 803 personas residiendo en Hemingford. La densidad de población era de 455,94 hab./km². De los 803 habitantes, Hemingford estaba compuesto por el 96.14% blancos, el 0.37% eran afroamericanos, el 1.25% eran amerindios, el 0% eran asiáticos, el 0% eran isleños del Pacífico, el 0.12% eran de otras razas y el 2.12% pertenecían a dos o más razas. Del total de la población el 4.61% eran hispanos o latinos de cualquier raza.